# Ополье (компания)
«Опо́лье» — российская продовольственная компания, основанная в 1993 году. Полное наименование — Закрытое акционерное общество «Холдинговая компания „Ополье“». Центральный офис — в городе Владимире.
По состоянию на 2010 год, входила в десятку ведущих российских переработчиков молока Молоко, сметана, творог, питьевые йогурты и другие молочные изделия выпускаются под торговой маркой «Ополье».
C 2011 года компания входит в холдинг «Вимм-Билль-Данн».

## Структура компании
Филиалы компании:
- Филиал "Молочный комбинат «Юрьев-Польский»,
- Филиал "Молочный комбинат «Лакинский» (закрыт в 2013 году),
- Филиал "Молочный комбинат «Суздальский» (продан в 2016 году).